# Битва при Горном Дубняке
Битва при Горном Дубняке (тур. Gorni Dubnik Muharebesi) — сражение Русско-турецкой войны, произошедшее 12 (24) октября 1877 в районе селения Горни-Дыбник (ныне Болгария, Плевенская область).

## Предпосылки

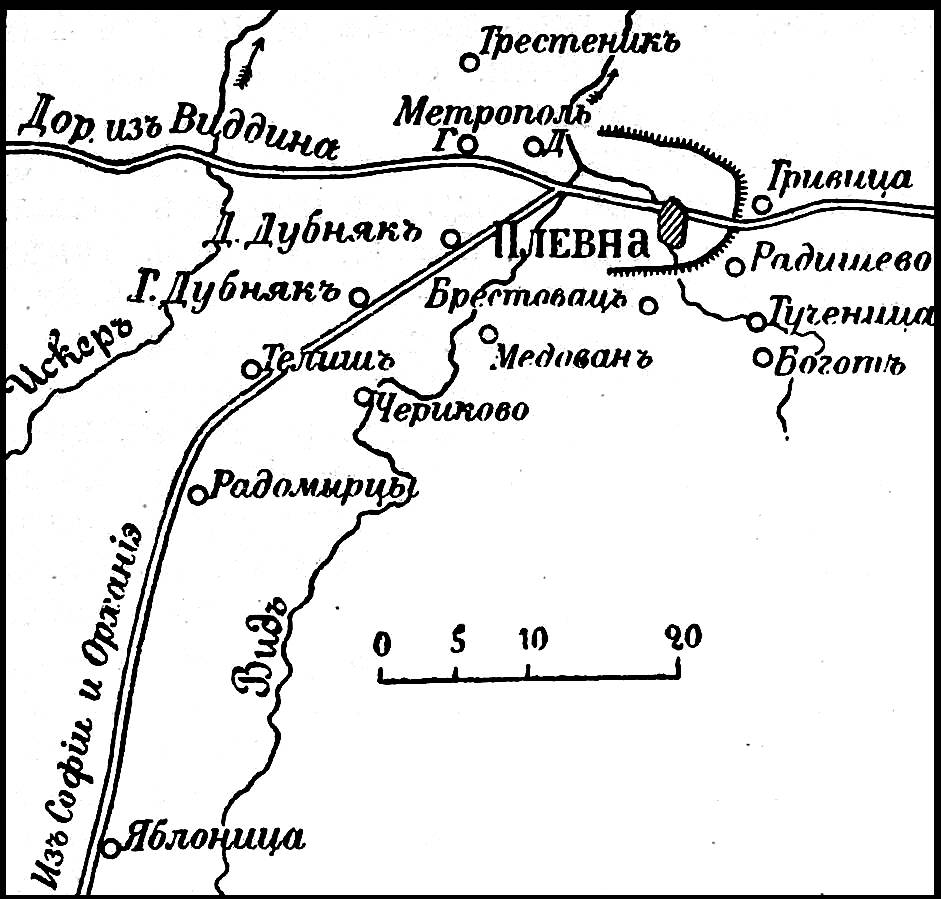
Карта района Плевны.(энц.изд.1911-1915 гг.)

После неудачных попыток штурма Плевны летом 1877 года русские войска предприняли попытку отрезать этот укреплённый район от основных частей турецкой армии. Битва при Ловче в сентябре позволила обойти Плевну с юга. Однако основное сообщение Плевны шло по шоссе на Софию, вдоль которого были расположены турецкие редуты. Два из них располагались в районе деревни Горни-Дыбник в 20 км к юго-западу от Плевны. Генерал Иосиф Гурко прибыл с Шипкинского перевала, чтобы провести операции против других гарнизонов, поддерживающих снабжение Плевны.

## Соотношение сил
Русские войска двигались с востока (из-за реки Вид) и выйдя на позицию атаковали тремя колоннами. С запада (от Телиша) наступали Финляндский и Павловские полки (генерал-майор Розенбах). В тылу у Финляндского полка находились турецкие редуты Телиша, которые блокировал Лейб-гвардии Егерский полк. С востока (от Плевны) шла Гвардейская стрелковая бригада (генерал-майор Эллис). С юга Московский и Гренадерский полки (генерал-майор Зедделер).
Турки укрепили свои позиции двумя редутами по обе стороны от шоссе Плевна-София в районе деревни Горни-Дыбник. «Большой редут» имеющий 1 километр в периметре был к северу от шоссе, а «малый» (на две-три роты) к югу. Редуты были усилены ложементами. Место вокруг редутов на 300 шагов было очищено от кустарника и легко простреливалось. К западу располагалось кукурузное поле. Турецкие редуты также располагались в Телише и Дольнем Дубняке.

## Битва

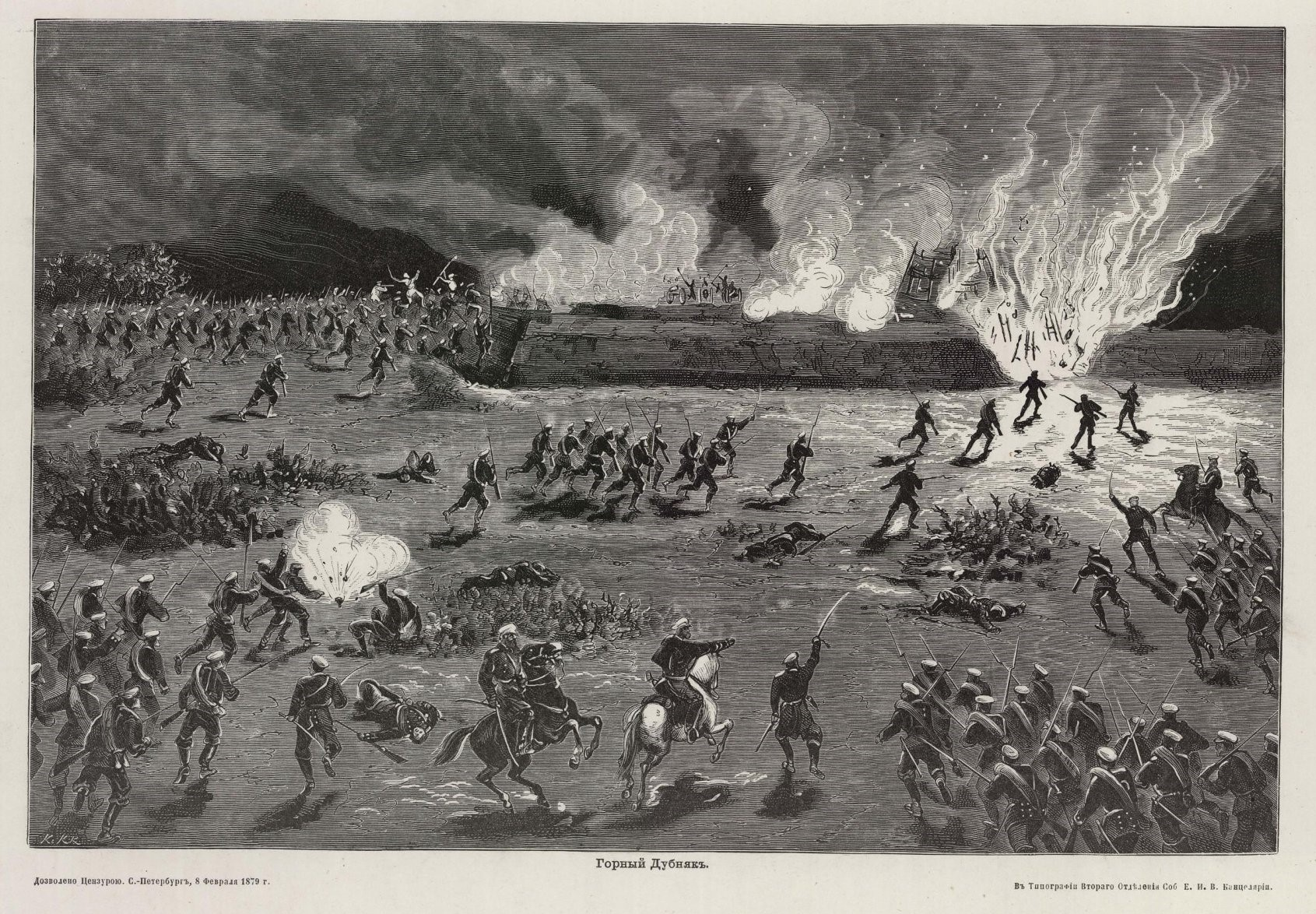
Атака русскими Горного Дубняка. 1877 г. (лит.1879)

Утром 12 (24) октября 1877 Гурко атаковал редуты Горни-Дыбник. Параллельно турецкие укрепления в Телише атаковал Лейб-гвардии Егерский полк. Во время штурма малого турецкого редута отличился полковник Любовицкий, который вместо погибшего барабанщика сигналил продолжение атаки Гренадерского полка. Заняв малый редут гренадеры попытались взять главный редут, но вторая атака была отбита. При попытке инициировать штыковую атаку c 50 шагов был смертельно ранен генерал Лавров, который вёл вперёд с саблей в руке Финляндский полк. Третья атака захлебнулась всего в 20 шагах от редута, натолкнувшись на шквальный огонь турецких винтовок. В 4 часа дня Гурко задействовал Измайловский лейб-гвардии полк генерала Эллиса. Последнюю решающую атаку уже после захода солнца возглавил полковник этого полка Кршивицкий.
Турецкий гарнизон Большого редута во главе с Ахметом Хефзи-пашой капитулировал, подняв на кавальере белый флаг.

## Итог сражения

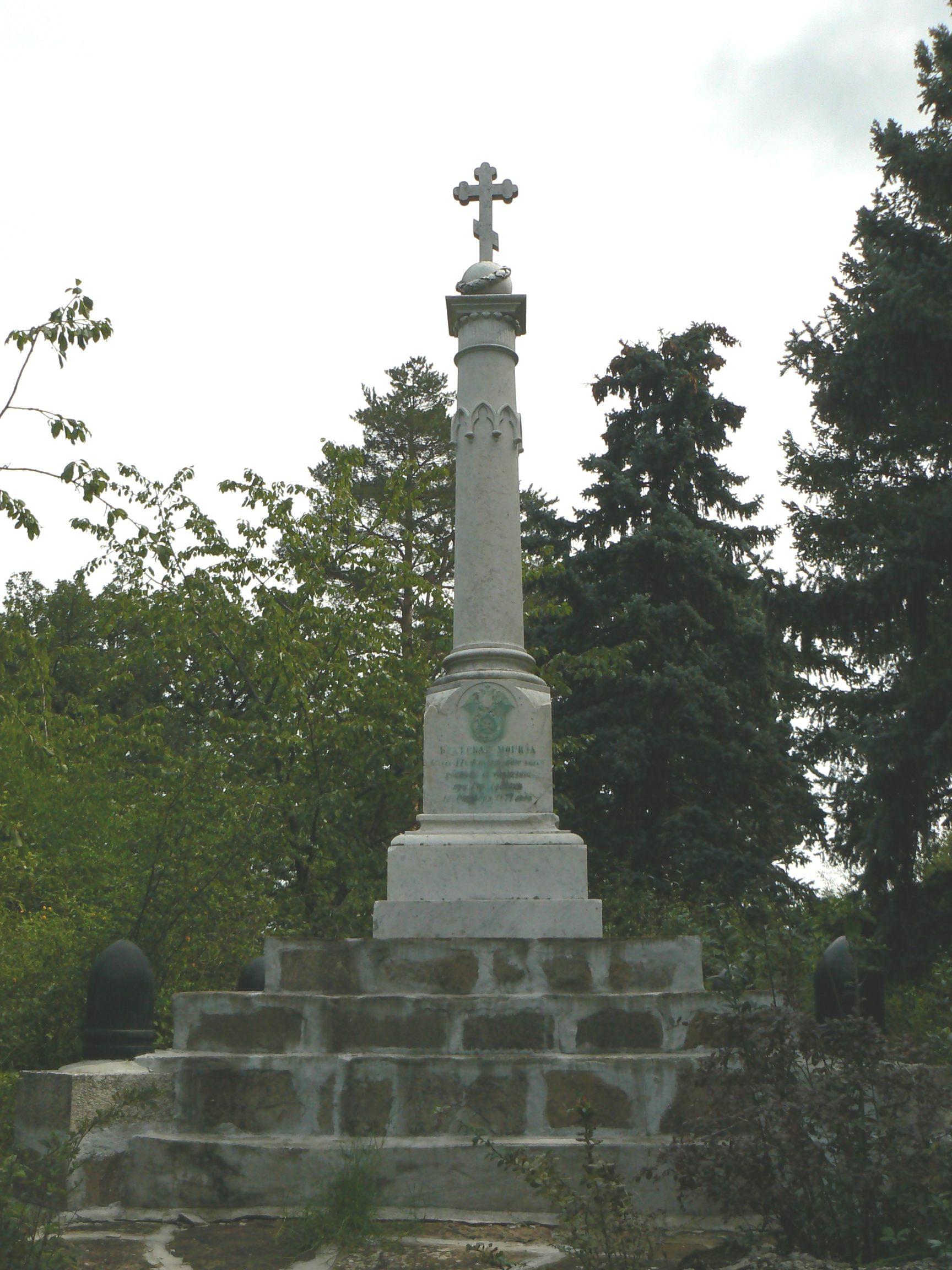
Братская могила 6 офицеров и 98 нижних чинов Финляндского лейб-гвардии полка в парке-музее им. генерала В. Н. Лаврова (Горни-Дыбник)

Плевна была полностью окружена и отрезана от внешнего мира. 16 (28) октября 1877 капитулировал турецкий гарнизон в Телише, который подвергся двухчасовому обстрелу из 72 орудий. 20 октября (1 ноября) 1877 турки без боя оставили Долни-Дыбник и отступили к Плевне. 6 (18) ноября 1877 Гурко занял Ябланицу. Гарнизон Плевны капитулировал 28 ноября (10 декабря) 1877.

## Потери
Потери русской армии были весьма значительны. За день погибло свыше 800 человек (раненых было почти в три раза больше). Немалая часть раненых умерла впоследствии из-за низкого качества медицинской помощи (в биваках наблюдались вспышки дизентерии). Русские войска неэффективно использовали превосходство в артиллерии и предпринимали лобовые атаки в сомкнутом строю под барабанную дробь на хорошо укреплённые позиции турок, оснащённых скорострельными винтовками Пибоди-Мартини. Потери одного Павловского полка составили 400 солдат за день. Часть потерь пришлись на дружеский огонь нападающих из числа солдат Финляндского полка от шрапнели собственной артиллерии. Пленный турецкий комендант отмечал, что русские могли бы занять редуты быстрее и с меньшими для себя потерями, если бы их артиллерия работала бы более эффективно. По замечанию очевидцев большинство русских солдат погибло от пуль, а турецких — от русских штыков или от артиллерийских снарядов.

## Память
В Болгарии на месте захоронения русских солдат создан парк-музей генерала Лаврова.